# Copa da Liga Escocesa 1955–56
A Copa da Liga Escocesa de 1955-56 foi a 10º edição do segundo mais importante torneio eliminatório do futebol da Escócia. O campeão foi o Aberdeen F.C., que conquistou seu 1º título na história da competição ao vencer a final contra o St. Mirren F.C., pelo placar de 2 a 1.

## Premiação
| Copa da Liga Escocesa de 1955-56  |
| Escócia                           |
| --------------------------------- |
| Aberdeen F.C. Campeão (1º título) |